# Tapijtpagina

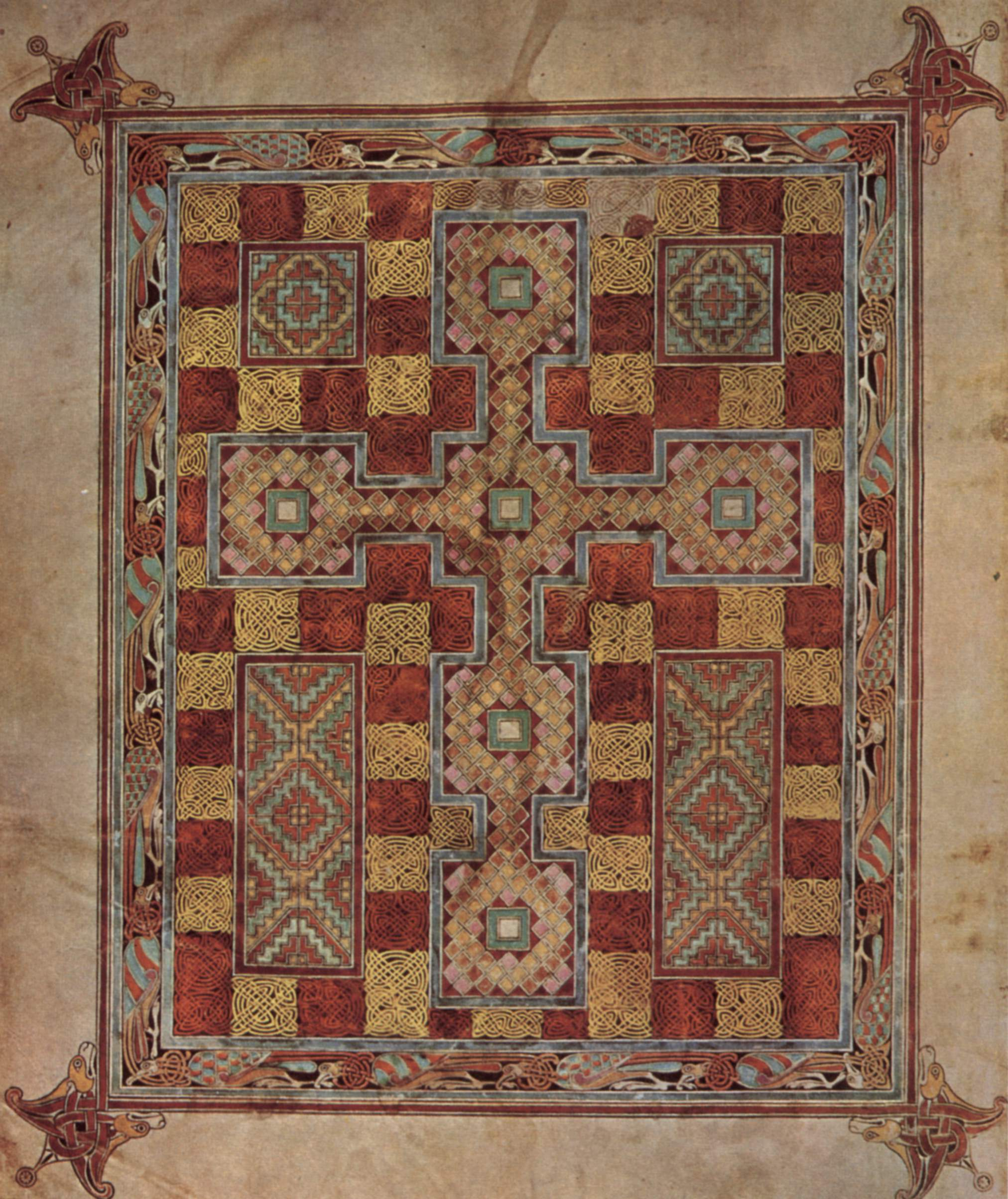
Een tapijtpagina uit het Lindisfarne-evangeliarium

Tapijtpagina's zijn pagina's die typerend zijn voor verluchte insulaire manuscripten. Het zijn pagina's met vooral geometrische versieringen, die repeterende vormen van bijvoorbeeld dieren kunnen bevatten. Normaal gesproken wordt een tapijtpagina geplaatst aan het begin van elk van de vier evangeliën in evangelieboeken. 
Tapijtpagina's zijn volledig gericht op versieringen met heldere kleuren, levendige lijnen en complexe verwevingspatronen. Sommige kunsthistorici vinden de oorsprong terug in Koptische decoratieve boeken en zien er ook eigentijdse metaalversieringen in terug. Deze kunnen beïnvloed zijn door oriëntale tapijten, of andere textielwerken. 
De leren boekomslag van de Stoneyhurst Evangelie representeert eenvoudige tapijtpagina's in een ander medium. Een aantal bewaarde schrijnen voor boeken uit dezelfde periode tonen veel overeenkomsten met deze omslag. Ook de Hebreeuwse Codex Cairensis uit het 9e-eeuwse Galilea, bevat eenzelfde soort pagina, maar is stilistisch weer erg verschillend.
Het vroegst nog bestaande voorbeeld is de Bobbio Orosius, uit de vroege 7e eeuw. Deze tapijtpagina heeft veel overeenkomsten met versieringen uit de late oudheid. Er zijn belangrijke tapijtpagina's aanwezig in het Book of Kells, Lindisfarne-evangeliarium, Book of Durrow en andere manuscripten.

## Lees verder
- (en)  Alexander, J.J.G. A Survey of Manuscripts Illuminated in the British Isles: Volume One: Insular Manuscripts from the 6th to the 9th Century. London England: Harvey Miller. 1978.
- (en)  Brown, Michelle P. Understanding Illuminated Manuscripts: A Guide to Technical Terms. Malibu, California: The J. Paul Getty Museum. 1994.
- (en)  Laing, Lloyd and Jennifer. Art of the Celts: From 700 BC to the Celtic Revival. Singapore: Thames and Hudson. 1992.
- (en)  Megaw, Ruth and Vincent. Celtic Art: From its Beginnings to the Book of Kells. New York: Thames and Hudson. 2001.
- (en)  Nordenfalk, Carl. Celtic and Anglo-Saxon Painting: Book Illumination in the British Isles. 600-800. New York: George Braziller Publishing. 1977.
- (en)  Pacht, Otto. Book Illumination in the Middle Ages. England: Harvey Miller Publishers. 1984.